# Tetrachaete
Tetrachaete là một chi thực vật có hoa trong họ Hòa thảo (Poaceae).

## Loài
Chi Tetrachaete gồm các loài: